# Jászapáti
Jászapáti [jásapáti] je město v Maďarsku, nacházející se na severu župy Jász-Nagykun-Szolnok. Název se skládá z názvu oblasti, ve které se město nachází (Jász), a maďarského slova apáti (znamená opat). Je správním městem stejnojmenného okresu, nachází se asi 39 km severně od župního města Szolnoku. V roce 2018 zde žilo 8 313 obyvatel.
Nejbližšími městy jsou Heves, Jászárokszállás, Jászberény a Jászkisér. Poblíže jsou též obce Jászdózsa, Jászivány, Jászjákóhalma a Jászszentandrás.